# Нептуніт
Нептуніт (рос. нептунит; англ. neptunite; нім. Neptunit m) — мінерал, складний силікат кільцевої будови.

## Загальний опис
Хімічна формула: KNa2Li (Fe2+, Mn)2 Ti2 [O | Si4O11]2. Склад у % (родов. Нарссарссуак, Ґренландія): Na2O — 9,26; K2O — 4,88; FeO — 10,91; TiO2 — 18,13; SiO2 — 51,53. Домішки: MnO (4,97); MgO (0,49).
Сингонія моноклінна, призматичний вид.
Утворює призматичні кристали.
Спайність досконала по (110) під кутом 80°.
Густина 3,19.
Твердість 5,5-6,5.
Колір чорний, темно-червоний у тонких уламках.
Риса оранжево-червона, бура.
Блиск скляний. З
устрічається в нефелінових сієнітах РФ (Хібіни, Кольський п-ів), Південній Ґренландії (Ігалік, Нарссарссуак), Ірландії (Барнавава), США (Сан-Беніто, шт. Каліфорнія). Рідкісний.
За ім'ям Нептуна — бога моря у римлян (G.Flink, 1893). Син. — карлозит.

## Різновиди
Розрізняють:
- нептуніт манґанистий (різновид нептуніту, який містить до 10 % MnO).